# Ad-Damir
Ad-Damir (în arabă الدامر) este un oraș în Sudan. Este reședința statului Râul Nil.